# Lijst van gemeentelijke monumenten in Hellevoetsluis
De plaats Hellevoetsluis kent 9 gemeentelijke monumenten:
| Object                             | Bouwjaar  | Architect      | Locatie                   | Coördinaten                  | Nr.        | Afbeelding                         |
| ---------------------------------- | --------- | -------------- | ------------------------- | ---------------------------- | ---------- | ---------------------------------- |
| Gemaal J.W. Hein                   | 1882      | Korevaar, P.A. | Kanaalweg Westzijde 39-41 | 51° 49' 57" NB, 4° 8' 36" OL | 0530/WN007 | Gemaal J.W. Hein                   |
|                                    |           |                | Kerkstraat 1a/1d          | 51° 49' 22" NB, 4° 7' 46" OL | 0530/WN008 |                                    |
| Woonhuis                           | 1875-1900 |                | Kerkstraat 22             | 51° 49' 22" NB, 4° 7' 49" OL | 0530/WN009 | Woonhuis                           |
|                                    |           |                | Kerkstraat 26             | 51° 49' 22" NB, 4° 7' 49" OL | 0530/WN010 |                                    |
|                                    |           |                | Oostkade 4-6E             | 51° 49' 17" NB, 4° 7' 44" OL | 0530/WN014 |                                    |
| Woon-winkelpand Nitram Shipping    | 1895      |                | Oostkade 28               | 51° 49' 19" NB, 4° 7' 44" OL | 0530/WN015 | Woon-winkelpand Nitram Shipping    |
| Kazerne                            | 1800-1850 |                | Opzoomerlaan 1-5          | 51° 49' 31" NB, 4° 7' 49" OL | 0530/WN016 | Kazerne                            |
| Postkantoor (oorspronkelijk barak) | 1800-1850 |                | Opzoomerlaan 7-13         | 51° 49' 31" NB, 4° 7' 50" OL | 0530/WN017 | Postkantoor (oorspronkelijk barak) |
| Watertoren                         | 1896      | Biezeveld, N.  | Opzoomerlaan 112          | 51° 49' 38" NB, 4° 7' 54" OL | 0530/WN018 | Watertoren                         |